# Col·legi d'Advocats de Puerto Rico
El Col·legi d'Advocats i Advocades de Puerto Rico es una entitat creada el 1840.
Sota el règim espanyol, la adscripció al Col·legi era obligatòria pels advocats abans que se'ls permetés practicar. El Col·legi va ser creat pel Reial Decret el 28 de maig de 1838 per la Reina Regent Maria Cristina i va ser el 27 de juliol de 1840 quan va iniciar la seva activitat dirigida a informar el govern i els tribunals sobre qüestions legals i examinar la conducta dels advocats així com va defensar-los contra atacs o acusacions injustificades.
El juny de 1840, sent governador Miguel López de Baños, es va convocar a dotze advocats de l'illa per a procedir a la seva fundació: Juan Vicente de Goicoechea y Castillobeitía, José Silvestre de Santalíz, Jutge de Primera Instància de San Juan; José Bello y González; Juan de Mata Aybar, Benigno Orvergozo; Antonio de Silva Suárez, Auditor Honorari de Marina; Fernando José de Montilla, Auditor Honorari de Marina; Agustín María de Sirgado; Andrés Avelino de Mena; Dr. José María Bobadilla; Dr. José Saldaña i Antonio Castelló.
El 1898, el Col·legi d'Advocats de Puerto Rico va quedar afectat pel canvi de sobirania a l'illa i per continuar funcionant com una corporació semipública fou necessari que s'emetés una llei pel nou dominador. El 3 de desembre de 1898, el Govern Militar dels Estats Units el va restablir mantenint els seus estatuts inicials, en la mesura que no s'oposaven a la sobirania i la Constitució dels Estats Units.
El 18 de desembre de 1911, el Col·legi va ser reorganitzat, canviant el seu nom pel de Associació d'Advocats de Puerto Rico, sent d'adscripció voluntària pagant una quota, i sense que la pertinença fos un requisit per a exercir davant els tribunals.
El 1933, el Senat de Puerto Rico va aprobar la creació del Col·legi d'Advocats de Puerto Rico, d'adscripció obligatoria.

## Llista de degans des de 1840 fins a 1900[2]
- Juan Vicente Goicoechea (1840)
- Agustín María de Sirgado (1843)
- Fernando J. Montilla (1848)
- Juan de Mata Aybar (1851)
- Manuel Valdés Linares (1852)
- Pablo Sáez (1876)
- José Severo Quiñones y Caro (1879)
- Hilario Cuevillas Hernández (1883-1900)